# Рампо Левков
Рампо Илия Левков с псевдоним Левката е югославски партизанин, деец на комунистическата съпротива във Вардарска Македония и народен герой на Югославия.

## Биография
Роден е на 9 януари 1909 година в прилепското село Дабница. През 1933 година завършва Юридическия факултет на Белградския университет. След навлизането на българските войски в Македония му е предложена висша служба, но той я отказва. Отваря си адвокатска кантора като в нея се събират комунистки дейци. Той е член на поверителната комисия на Читалище „Надежда“ (Прилеп), както и член възобновител. От есента на 1941 година се включва активно в набирането на партизани. В края на декември 1941 година написва една от значимите песни на комунистическата съпротива „Бабуна“, която е публикувана в партийния бюлетин „Народен глас“ през май 1942 година. На 14 септември 1942 година е арестуван от българската полиция заедно с други съратници от Прилеп и Дабница. Убит е от български части край родното си село на 19 септември 1942 година и хвърлен в яма с вар.
С указ на Президиума на Народната скупщина на Федеративна народна република Югославия на 5 юли 1951 година е провъзгласен за народен герой.